# Собор Святого Иосифа (Пекин)
Собор святого Иосифа, также известен как «Собор Ванфуцзин» (кит. 王府井天主堂) и «Восточный собор» (кит. 东堂)) — исторический католический собор в восточной части центра Пекина, на улице Ванфуцзин.

## История
Участок, на котором сейчас стоит собор, в середине XVII века находился в распоряжении иезуита Лодовико Бульо. В 1653 году тут была построена католическая церковь. В 1720 году она была разрушена землетрясением, в тот же год восстановлена. В 1807 году новая церковь сгорела, при этом пожар случился по небрежности священников, что дало повод властям конфисковать земельный участок. Следующая церковь была построена на этом месте в 1884 году при участии международной помощи, однако и она сгорела 13 июня 1900 года во время беспорядков, связанных с Боксёрским восстанием.
В 1904 году на этом же месте был построен трёхнефный собор. Был закрыт во время правления коммунистов, в 1980 году отреставрирован и вновь открыт. Снова отреставрирован в 2000 году. Площадь собора составляет 2 387 м², к нему примыкает благоустроенный участок площадью 1,2 гектара. Западный портал собора выходит на улицу Ванфуцзин.